# Ingvar Wixell
Karl Gustaf Ingvar Wixell (Luleå, 1931. május 7. – Malmö, 2011. október 8.) svéd operaénekes (bariton). 1955-ben lépett először színpadra Papagenoként Mozart Varázsfuvolájában a stockholmi királyi operaházban, ahol 1967-ig működött. Szerepelt Londonban, San Franciscóban és New Yorkban is.
1965-ben Svédországot képviselte az Eurovíziós Dalfesztiválon az angol nyelven előadott Absent Friend című dallal, amellyel 10. helyezést ért el. Ez volt a dalfesztivál történetében az első alkalom, hogy egy ország teljes egészében idegennyelvű dallal nevezett.

## Fordítás
- Ez a szócikk részben vagy egészben  az   Ingvar Wixell című német Wikipédia-szócikk fordításán alapul.  Az eredeti cikk szerkesztőit annak laptörténete sorolja fel. Ez a jelzés csupán a megfogalmazás eredetét és a szerzői jogokat jelzi, nem szolgál a cikkben szereplő információk forrásmegjelöléseként.